# PSIS Semarang
El Persatuan Sepakbola Indonesia Semarang (en español: Asociación de Fútbol de Indonesia de Semarang), conocido simplemente como PSIS, es un equipo de fútbol de Indonesia que milita en la Liga 1, liga de fútbol más importante del país.
Fue fundado en el año 1932 en la ciudad de Semarang, en Java Central, siendo uno de los equipos más viejos del país, el cual pertenecía a la Perserikatan en la épocas del fútbol aficionado. Posee una rivalidad con el Persijap Jepara, con quien protagoniza el Derby de Java Central. Ha sido campeón de Liga en 1 ocasión y en otra ha sido subcampeón.
A nivel internacional ha participado en 1 torneo continental, en la Copa de Clubes de Asia del año 2000, donde fue eliminado en la Primera Ronda por el Suwon Samsung Bluewings de Corea del Sur.

## Palmarés
- Liga Indonesia: 1

1999
- - Subcampeón: 1

2006
- Perserikatan: 1

1987

## Participación en competiciones de la AFC
- Copa de Clubes de Asia: 1 aparición

2000 - Primera Ronda

## Jugadores destacados
- Abdelaziz Dnibi
- Ebi Sukore
- Jules Basile Onambele
- Ribut Waidi
- Tugiyo
- Fofee Kamara
- Esaiah Pello Benson
- Roberto Kwateh
- Igor Joksimović
- Edson Leonardo
- Julio López
- Darwin Pérez
- Gustavo Chena
- Emanuel De Porras
- fery kurniawan
- Greg Nwokolo
- Vitor Borqoes de Sauza
- Han Ji-Ho